# Franziskanerkloster St. Josef im Walde

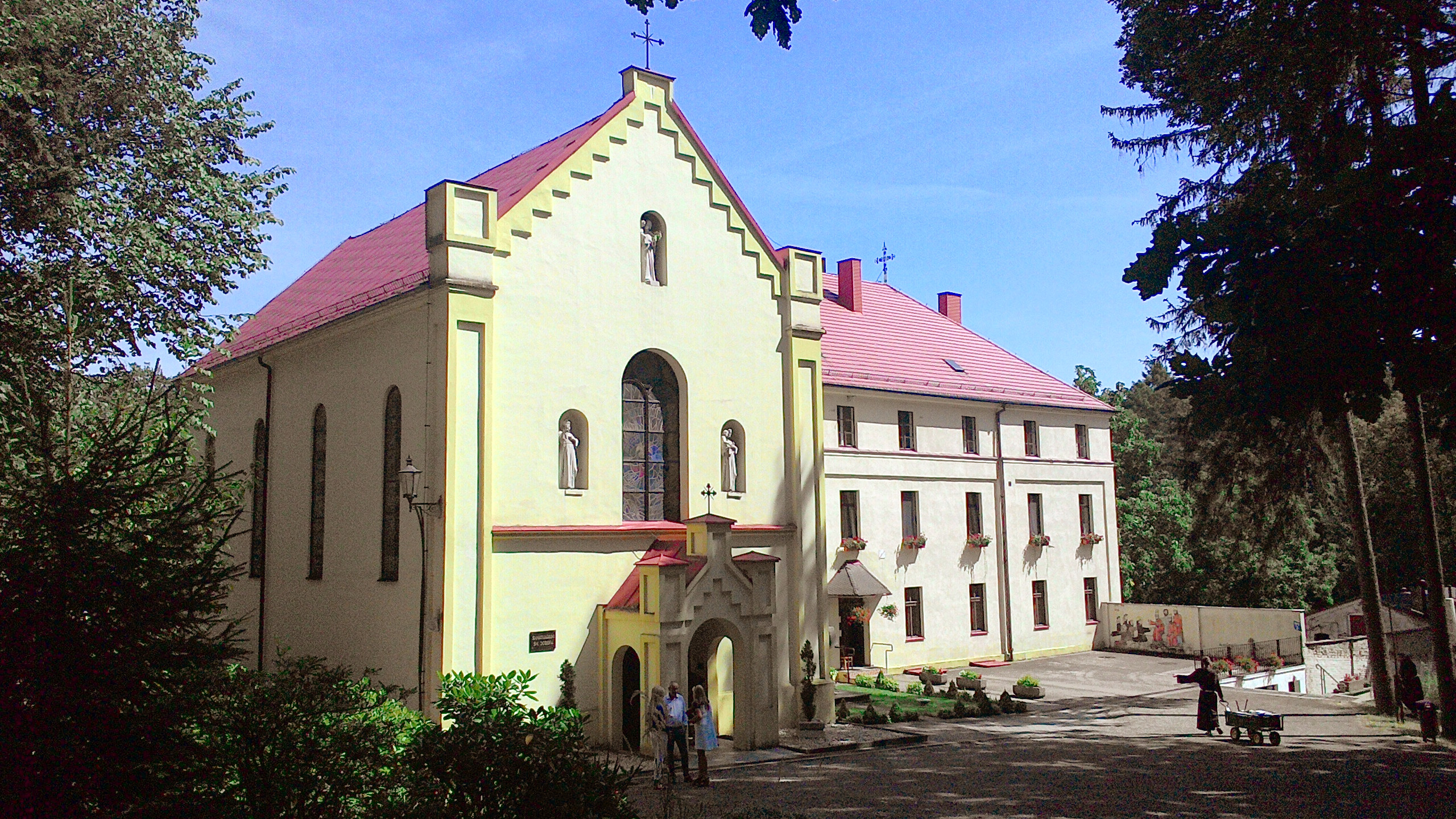
Ansicht des Klosters

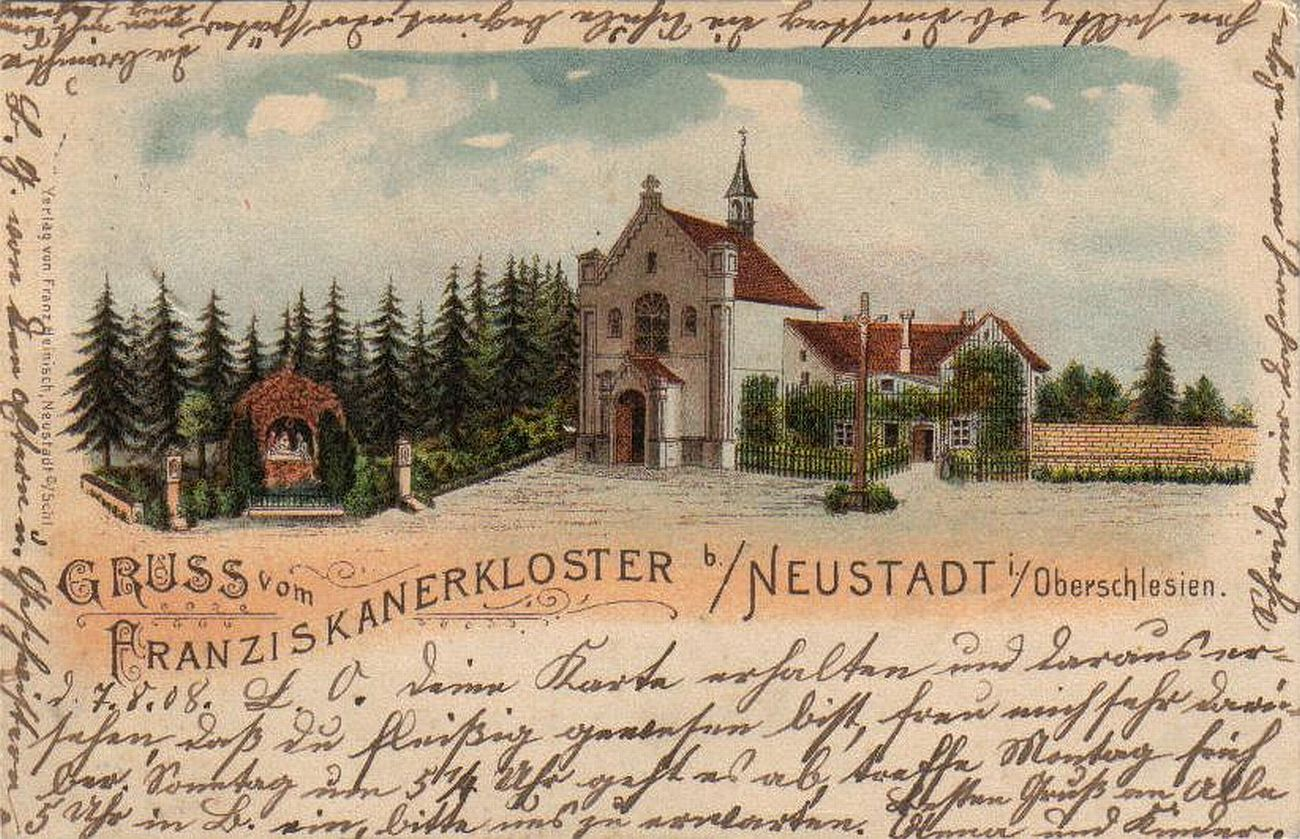
Das Kloster um 1900

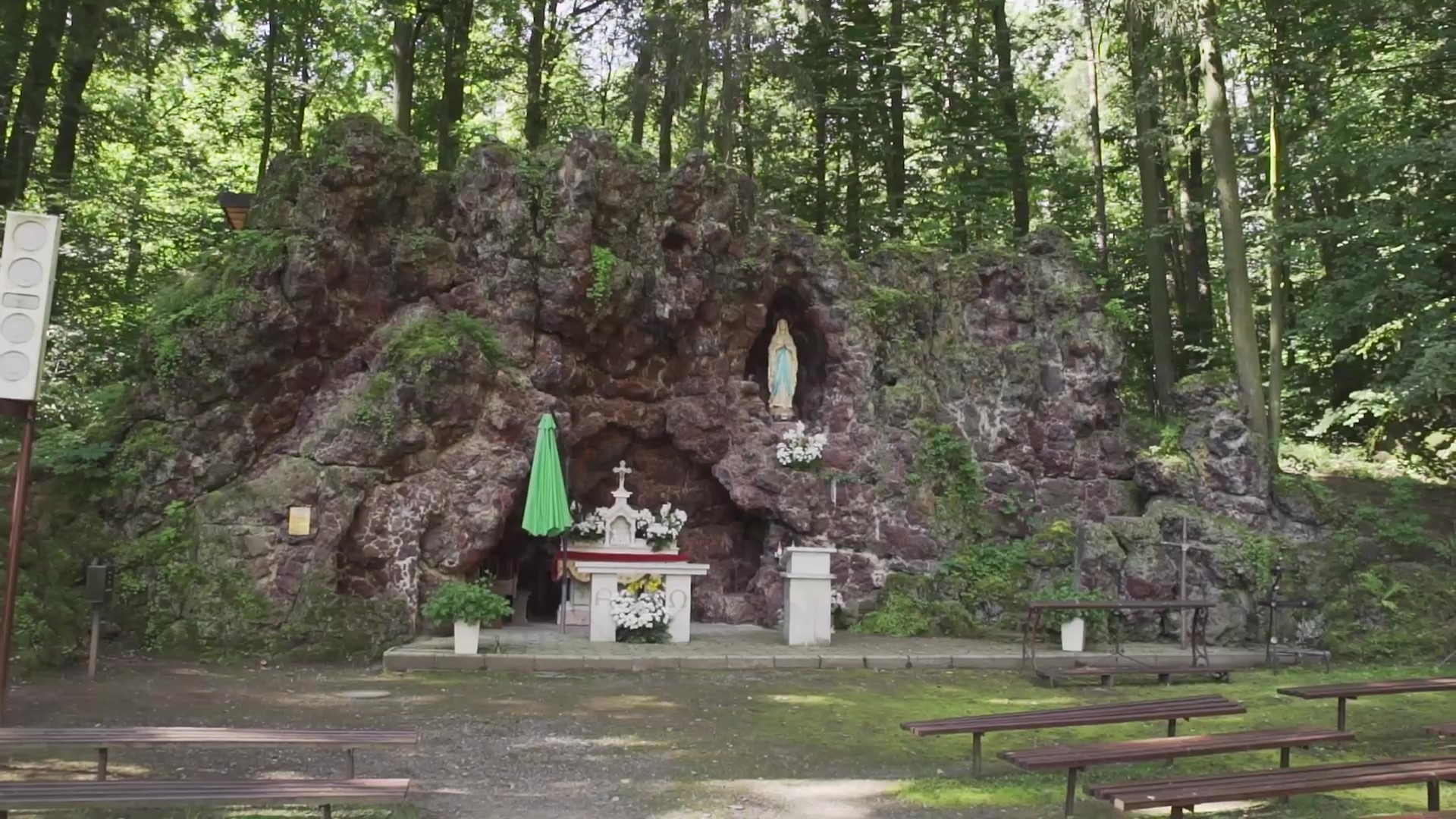
Die Lourdes-Grotte

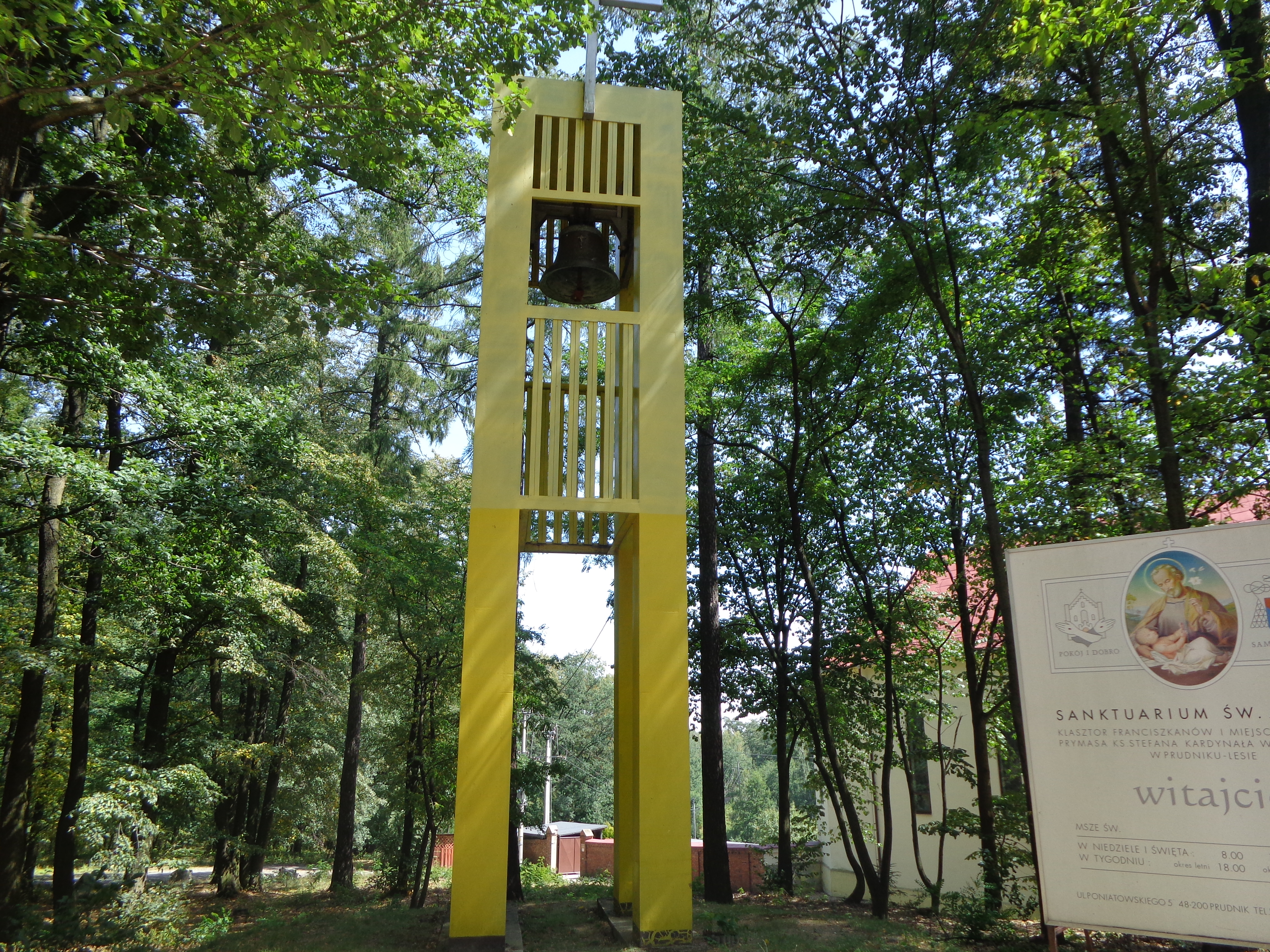
Glockenturm

Das Franziskanerkloster St. Josef im Walde (kurz auch Josefskloster) mit der Josefskirche ist ein römisch-katholisches Männerkloster und ein Wallfahrtsort bei der oberschlesischen Stadt Prudnik (Neustadt O.S.) im Stadtteil Prudnik-Las (Walde bei Neustadt O.S.) an der Ulica Józefa Poniatowskiego. Die Gegend wird auch als Franziskanerwald bezeichnet. Zur Anlage gehören auch eine Lourdes-Grotte, ein Kreuzweg, ein Friedhof für die Franziskaner und ein moderner Glockenturm.

## Geschichte
Am 14. März 1852 wurde beschlossen, dass bei Neustadt auf einem Grundstück in der Nähe des Kapellenbergs mit dem Kapuzinerhospiz ein kleines Kloster für Alkantariner-Mönche als Einsiedelei gebaut wird. Die Alkantariner kamen im selben Jahr von Sachsen nach Neustadt und zogen dann zunächst weiter in das Kloster auf dem Sankt Annaberg. Noch im März wurde durch den Ordensbruder Desiderius der Grundstein gelegt, dem er Reliquien der hl. Elisabeth beilegte. Im Sommer 1852 wurde das Kloster mit einer Kapelle fertiggestellt und am 2. August geweiht. Nach Streitigkeiten mit dem Breslauer Bischof Heinrich Förster verließen die Alkantariner das Kloster 1855 wieder und es blieb ungenutzt. 1863 übernahmen die Franziskaner das Kloster im Walde. Die Josefskirche wurde 1866 aus Stein erbaut. Doch nach dem preußischen Klostergesetz mussten die Mönche das Kloster 1875 verlassen. 1887 erlaubte Kaiser Wilhelm I mit einer neuen Gesetzgebung den Mönchen ihre Tätigkeit und sie kehrten in das Kloster zurück. 1891 wurde der Kreuzweg am Kloster erbaut. 1900 wurde das Klostergebäude erweitert und das Kloster anschließend zum Konvent erhoben. Am 1. Mai 1904 wurde die neue Lourdesgrotte geweiht. 1921 wurde das Kloster durch einen neuen Anbau vergrößert. 1945 wurde das Kloster durch die heranrückende Rote Armee zum Teil beschädigt.
Nach dem Zweiten Weltkrieg wurden polnische Franziskaner in das Kloster geholt, und das Kloster wurde wieder aufgebaut. 1954 wurde auf staatliche Anordnung das Kloster vom polnischen Militär übernommen, und die Ordensmänner mussten es verlassen. Von 1954 bis 1955 wurde hier der polnische Erzbischof Stefan Wyszyński (1901–1981) durch die kommunistische Regierung festgehalten. 1956 erhielt die Kirche das Kloster zurück und im Januar 1957 ließen sich erneut Ordensmänner nieder.
Das Kloster wurde unter Denkmalschutz gestellt. Auf dem Gelände wurde 2010 ein Denkmal für Kardinal Stefan Wyszyński aufgestellt.

## Architektur
Die Josefskirche wurde in einem schlichten neoromanischen Stil aus Ziegelsteinen erbaut und die Fassade verputzt. An der Eingangsfassade befinden sich in Nischen drei Skulpturen. Die Skulpturen stellen den heiligen Antonius, den heiligen Franziskus und den heiligen Josef dar. Früher hat sich wohl an der Stelle des heiligen Antonius eine Skulptur der heiligen Hedwig von Schlesien befunden. Über dem Eingang wurde eine kleine Vorhalle errichtet. Das Kloster selbst zeigt keinen bestimmten architektonischen Stil.